# Milan Pančevski
Milan Pančevski, né le 16 mai 1935 et mort le 9 janvier 2019, est un homme politique macédonien qui fut le dernier président de la Ligue des communistes de Yougoslavie de 1989 à 1990, année de la dissolution du parti.

## Biographie
Avant d'être président de la Ligue des communistes de Yougoslavie, il fut président de la Ligue des communistes de Macédoine de 1984 à 1986. Il a été actif en politique après la dissolution de la Yougoslavie et a adhéré à l'Union sociale-démocrate de Macédoine.
Il meurt à Skopje le 9 janvier 2019.